# Kauno ąžuolynas
Kauno ąžuolynas este o arie protejată (arie specială de conservare — SAC, sit de importanță comunitară — SCI) din Lituania întinsă pe o suprafață de 60,8 ha, integral pe uscat.

## Localizare
Centrul sitului Kauno ąžuolynas este situat la coordonatele 54°53′58″N 23°56′41″E / 54.8994°N 23.9447°E.

## Înființare
Situl Kauno ąžuolynas a fost declarat sit de importanță comunitară în iunie 2005 pentru a proteja 2 specii de animale. Situl a fost protejat și ca arie specială de conservare în martie 2019.

## Biodiversitate
Situată în ecoregiunea boreală, aria protejată conține 1 habitat natural: Păduri pe pante, grohotișuri și ravene de Tilio-Acerion.
La baza desemnării sitului se află mai multe specii protejate:
- mamifere (1): liliac cârn (Barbastella barbastellus)
- nevertebrate (1): Osmoderma eremita

Pe lângă speciile protejate, pe teritoriul sitului au mai fost identificate 1 specie de păsări, 2 specii de nevertebrate, 3 specii de pești.